# Mahmoud Ier (Seldjoukide)
Pour les articles homonymes, voir Mahmoud.
Nâsir ad-Duniyâ wa ad-Dîn Mahmûd ben Malikchâh ou  Mahmoud Ier est un sultan seldjoukide qui gouverne de 1092 à 1094. Il succède à son père Malik Chah Ier, mais ne parvient jamais à avoir le contrôle de l'ensemble de l'empire assemblé par Malik Chah et Alp Arslan. Son frère Berk-Yaruq lui succède.
Durant son règne l'État seldjouquide éclate en plusieurs États indépendants :
- Seldjoukides d'Irak et de Khorasan
- Seldjoukides de Syrie
- Seldjoukides Kerman
- Seldjoukides d'Anatolie (Sultanat de Roum) (1092-1194) fondé par Süleyman Chah avec pour capitale Nicée.